# 张谞行
张谞行（1905年—1939年），字春生、春笙，浙江杭州人。1905年1月4日生。早年入北京大学求学，后考入保定陆军军官学校第九期，毕业后分配到浙军，先后任初、中级军职。1926年，入北伐军，参加浙、苏等地作战。1927年春蒋介石组建徐州行营时任总部高级参谋团办公室上校主任。1932年，考入陆军大学第十期学习，毕业后留校入研究院深造。1935年，毕业后调任国民党中央军事委员会少将高参，参加拟定《首都（南京）攻防计划》、《长江防御计划》，督导加强长江上下游炮台要塞，以备与日军作战所用。1936年与林蔚赴广州调处两广事件。1937年5月25日，调任国民党中央军事委员会参谋本部作战处处长。芦沟桥事变后，任军事委员会委员长保定行营作战组组长。1937年11月15日升至少将军衔。后任第一战区司令长官部副参谋长。1938年因功升中将军衔。同年，为阻止日军南下，拟制黄河决口计划，报经蒋介石批准实施。1939年春，奉令筹建军事委员会委员长天水行营，负责行营作战，奉命赴西安。3月7日，日机轰炸西安并投毒气弹，张谞行中毒殉国。3月29日国民政府为其举行葬礼。